# Heuliez GX217
L'Heuliez GX217 è un autobus francese prodotto dal 1996 al 2001.

## Progetto

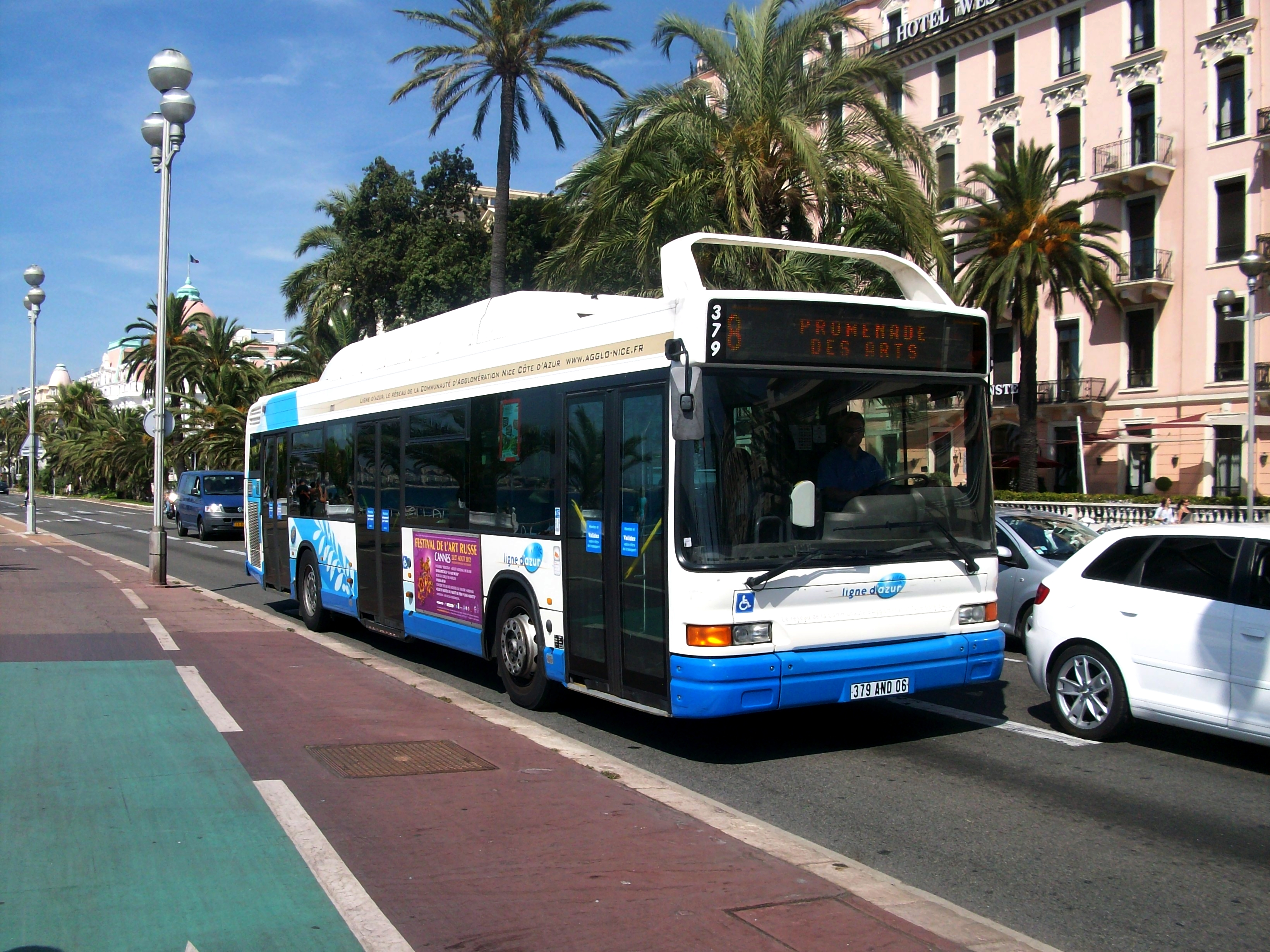
GX217 CNG in servizio a Nizza

Il GX217 nasce per sostituire il precedente GX107. Il nuovo modello nasce sul telaio Volvo B10L, con il quale condivide anche tutta la parte meccanica e l'impostazione generale. Il mezzo si confronta, sul mercato francese, con il Renault Agorà, risultando tuttavia superiore per finiture e qualità.

## Tecnica
Il GX217 adotta i motori Volvo DH10A, eroganti da 245 a 285 cavalli e rispondenti alla normativa Euro 2; è stata inoltre prodotta una versione alimentata a gas metano, dotata di motore GH10 A245. La trasmissione è automatica, a scelta tra ZF e Voith.
La versione CNG è riconoscibile per il vistoso deflettore posizionato sull'imperiale. Costruito con la tecnica del pianale ribassato, presenta una vasta gamma di personalizzazioni sia interne che esterne, dai passaruota carenati ai sistemi di inginocchiamento laterale.

## Versioni
Ecco un riepilogo delle versioni prodotte:
GX217 standard
- Lunghezza: 11,7 metri
- Allestimento: Urbano
- Alimentazione: Gasolio
- Posti: da 89 a 105

GX217 GNV
- Lunghezza: 11,7 metri
- Allestimento: Urbano
- Alimentazione: Metano
- Posti: da 89 a 105

## Diffusione
L'Heuliez GX217 ha riscosso uno scarso successo commerciale, essendo anche oscurato dal successo del GX317, simile ma dotato di meccanica Renault la cui assistenza era più capillare e meno costosa per le aziende. Alcuni esemplari, dismessi da aziende francesi, sono stati venduti ad aziende di paesi in via di sviluppo.